# Metasedimento

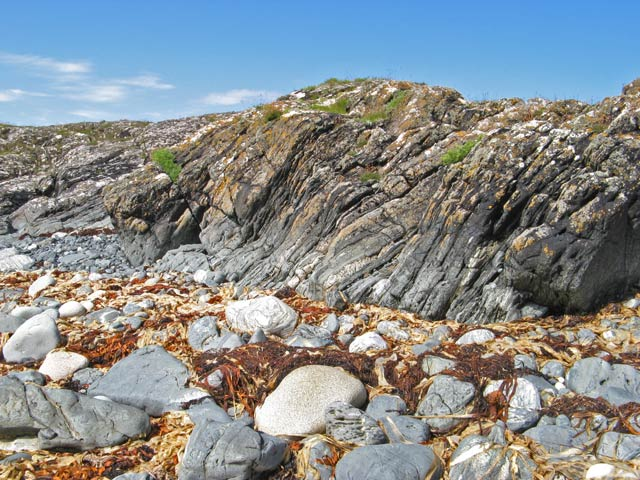
Metasedimentos ordovícicos

Un metasedimiento es un sedimento o roca sedimentaria que muestra evidencias de haber sido sometida a metamorfismo. Un metasedimento es una roca metamórfica formada a partir de una roca sedimentaria.
- Datos: Q6823200